# 李庭協
李 庭協（イ・ジョンヒョプ、이정협、1991年6月24日 - ）は、大韓民国釜山広域市出身のプロサッカー選手。Kリーグ1・江原FC所属。ポジションはフォワード。韓国代表。2014年に李 廷記（イ・ジョンギ、이정기）から現在の名前に改名した。

## 経歴

### クラブ
2013年、釜山アイパークに入団。ルーキーながらもリーグ戦27試合に出場し、主力選手として活躍した。2014年から2年間は兵役のために国軍体育部隊のサッカー部である尚州尚武FCに在籍した。
2016年、蔚山現代FCに期限付き移籍。翌年に釜山アイパークに復帰すると、7試合連続ゴールを含むチーム最多となる10得点を決め（韓国人では得点ランキング1位）、Kリーグチャレンジ年間ベストイレブンを受賞した。
2018年、湘南ベルマーレに期限付き移籍で加入。

### 韓国代表
2015年1月、AFCアジアカップ2015に参加する韓国代表に初招集される。同大会のグループリーグのオーストラリア代表戦で決勝点となる代表初ゴールを決めた。大会では2得点を記録した。
2015年8月、東アジアカップ2015の韓国代表メンバーに選出され、優勝に貢献した。
2017年12月、E-1サッカー選手権2017の韓国代表メンバーに選出され、大会2連覇に貢献した。
2019年12月、E-1サッカー選手権2019の韓国代表にも選出されて、大会3連覇に貢献。同大会の優勝決定戦となった日本代表戦にも出場していた。

## 所属クラブ
ユース経歴
- 東莱高等学校（朝鮮語版）
- 崇実大学校

プロ経歴
- 2013年 - 2020年 釜山アイパーク
  - 2014年 - 2015年 尚州尚武FC（期限付き移籍）
  - 2016年 蔚山現代FC（期限付き移籍）
  - 2018年 湘南ベルマーレ（期限付き移籍）
- 2021年 慶南FC
- 2021年 - 江原FC

## 個人成績
| 国内大会個人成績 | 国内大会個人成績 | 国内大会個人成績 | 国内大会個人成績 | 国内大会個人成績 | 国内大会個人成績 | 国内大会個人成績 | 国内大会個人成績 | 国内大会個人成績 | 国内大会個人成績 | 国内大会個人成績 | 国内大会個人成績 |
| 年度             | クラブ           | 背番号           | リーグ           | リーグ戦         | リーグ戦         | リーグ杯         | リーグ杯         | オープン杯       | オープン杯       | 期間通算         | 期間通算         |
| 年度             | クラブ           | 背番号           | リーグ           | 出場             | 得点             | 出場             | 得点             | 出場             | 得点             | 出場             | 得点             |
| 日本             | 日本             | 日本             | 日本             | リーグ戦         | リーグ戦         | リーグ杯         | リーグ杯         | 天皇杯           | 天皇杯           | 期間通算         | 期間通算         |
| ---------------- | ---------------- | ---------------- | ---------------- | ---------------- | ---------------- | ---------------- | ---------------- | ---------------- | ---------------- | ---------------- | ---------------- |
| 2018             | 湘南             | 9                | J1               | 18               | 2                | 5                | 0                |                  |                  |                  |                  |
| 通算             | 日本             | 日本             | J1               | 18               | 2                | 5                | 0                |                  |                  |                  |                  |
| 総通算           | 総通算           | 総通算           | 総通算           | 18               | 2                | 5                | 0                |                  |                  |                  |                  |

## 代表歴

### 出場大会
- 韓国代表
  - AFCアジアカップ2015（2015年）
  - 東アジアカップ2015（2015年）
  - 2018 FIFAワールドカップ・アジア2次予選（2015年-2016年）
  - 2018 FIFAワールドカップ・アジア3次予選（2016年-2017年）
  - EAFF E-1サッカー選手権2017（2017年）
  - EAFF E-1サッカー選手権2019（2019年）

### 試合数
- 国際Aマッチ 27試合 6得点（2015年-2021年）[4]

| 韓国代表 | 国際Aマッチ | 国際Aマッチ |
| 年       | 出場        | 得点        |
| -------- | ----------- | ----------- |
| 2015     | 13          | 4           |
| 2016     | 4           | 2           |
| 2017     | 4           | 0           |
| 2018     | 0           | 0           |
| 2019     | 5           | 0           |
| 2020     | 0           | 0           |
| 2021     | 1           | 0           |
| 通算     | 27          | 6           |

## タイトル

### クラブ
尚州尚武FC
- Kリーグチャレンジ：1回（2015年）

湘南ベルマーレ
- Jリーグカップ：1回（2018年）

### 代表
韓国代表
- 東アジアカップ2015：1回（2015年）
- EAFF E-1サッカー選手権2017（2017年）
- EAFF E-1サッカー選手権2019（2019年）

### 個人
- Kリーグチャレンジ 年間ベストイレブン：1回（2015年）